# Čáslav
Čáslav là một thị trấn thuộc huyện Kutná Hora, vùng Středočeský, Cộng hòa Séc.